# 白正蒙
白正蒙（1591年—1616年），字尔亨，號五石，南直隶扬州府通州人。明朝政治人物。

## 生平
万历四十年（1612年）壬子科应天乡试举人，四十一年（1613年）联捷癸丑科進士，授行人，奉使蜀藩，谨礼严法。四十四年（1616年）因嗜饮伤脾，病重，犹奉命出使开封，行周藩出封之礼，仓促归家卒。

## 著作
著有《吹剑篇》、《四松轩稿》、《潮音集》、《大梦斋文稿》等。

## 墓葬
墓在州城南郊，太仆寺少卿解学龙志。